# Paixtu
El paixtu és la llengua autòctona del poble Paixtu i parlada a l'Afganistan, el Pakistan i parts de l'Índia amb vora 45,5 milions de parlants, documentada des del segle xvi. Pertany a la branca irànica de la família indoeuropea. El seu lèxic conté molts manlleus de l'àrab clàssic, ja que la majoria dels seus parlants són musulmans.
L'accent és lliure i les frases tendeixen a tenir el verb al final. Les paraules tenen dos gèneres i flexió de cas (directe o oblic). És una llengua ergativa pel que fa al sistema verbal.

## Distribució geogràfica
Com que és un idioma nacional a l'Afganistan, el paixtu es parla comunament a l'est, sud i sud-oest, però també en algunes parts del nord i de l'oest del país. No hi ha un nombre exacte de parlants d'aquest idioma, però diferents estudis revelen que el paixtu és la llengua materna del 35-60% de la població del país.
Al Pakistan, el paixtu és una llengua provincial, parlada pel 15.42 % dels 170 milions de pakistanesos com a llengua materna. S'usa com a primer idioma a la regió de majoria paixtu de Khyber Pakhtunkhwa i al nord de Balutxistan. També es parla en algunes parts dels districtes de Mianwali i Attock, que pertanyen a la província de Punjab, igual que en altres parts del país habitades per paixtus. Es poden trobar comunitats de parlants moderns a Karachi i Hyderabad.
Altres comunitats de parlants paixtus poden trobar-se a Iran, principalment a Khorasan a l'est de Qaen, prop de la frontera afganesa, i també a Tadjikistan. També hi ha comunitats de descendents de paixtus al sud-oest de Jammu i Caixmir.
A més, existeixen considerables comunitats a l'Orient Mitjà, especialment als Emirats Àrabs Units, i Aràbia Saudita, així com al Regne Unit, EEUU, Tahilàndia, Canadà, Alemanya, els Països Baixos, Suècia, Qatar, Austràlia, Japó, Rússia, Nova Zelanda, entre d'altres.

### Afganistan
Des de principis del segle xviii, els monarques de l'Afganistan han estat paixtus ètnics (excepte Habibullāh Kalakāni el 1929). El persa, la llengua literària de la cort reial, s'utilitzava més àmpliament a les institucions governamentals, mentre que les tribus paixtus parlaven paixtu com a llengua materna. El rei Amanullah Khan va començar a promoure el paixtu durant el seu regnat (1926-1929) com a marcador d'identitat ètnica i com a símbol de nacionalisme oficial després de la Tercera Guerra Angloafganesa el 1919, que va restaurar el control afganès sobre la seva política exterior. A la dècada del 1930, va començar a sorgir un moviment per promoure el paixtu com a llengua de govern, administració i art amb l'establiment d'una Societat Paixtu Pashto Anjuman el 1931 i la inauguració de la Universitat de Kabul el 1932, així com la formació de l’Acadèmia Paixtu (Paixtu Tolana) el 1937. Muhammad Na'im Khan, ministre d'educació entre el 1938 i el 1946, va inaugurar la política formal de promoció del paixtu com a llengua nacional de l'Afganistan, cosa que va conduir a l'encàrrec i la publicació de llibres de text en paixtu. El paixtu Tolana es va incorporar posteriorment a l'Acadèmia de Ciències de l'Afganistan d'acord amb el model soviètic després de la Revolució Saur el 1978.
El 1944, Habibi va afirmar haver descobert una antologia de manuscrits del segle xviii que contenia biografies i versos molt més antics de poetes paixtus que es remuntaven fins al segle VIII. Era una afirmació extraordinària, ja que implicava que la història de la literatura paixtu es remuntava més enrere en el temps que el persa, substituint així el domini del persa sobre el passat medieval afganès. Tot i que més tard va ser desacreditat de manera convincent mitjançant l'anàlisi lingüística formal, la publicació del text per part d'Habibi sota el títol Pata Khazana ('Tresor amagat') establiria (almenys a l'Afganistan) la seva reputació com a promotor de la riquesa i l'antiguitat de la cultura paixtu de l'Afganistan.  
Tot i que oficialment donava suport a l'ús del paixtu, l'elit afganesa considerava el persa com una llengua sofisticada i un símbol d'educació culta. El rei Zahir Shah (que va regnar de 1933 a 1973) va seguir l'exemple després que el seu pare Nadir Khan decretés el 1933 que els funcionaris havien d'estudiar i utilitzar tant el persa com el paixtu. El 1936, un decret reial de Zahir Shah va concedir formalment al paixtu l'estatus de llengua oficial, amb plens drets d'ús en tots els aspectes del govern i l'educació, tot i que la família reial i els buròcrates ètnicament paixtus parlaven majoritàriament persa. Així, el paixtu es va convertir en una llengua nacional, un símbol del nacionalisme paixtu.
L’assemblea constitucional va reafirmar l'estatus del paixtu com a llengua oficial el 1964, quan el persa afganès va ser oficialment rebatejat com a dari. La lletra de l’himne nacional de l'Afganistan és en paixtu.
Parlada com a llengua materna principalment per paixtus ètnics, és una de les dues llengües oficials de l'Afganistan juntament amb el dari, i és la segona llengua provincial més gran del Pakistan, parlada principalment a Khyber Pakhtunkhwa i als districtes del nord de Balutxistan. Així mateix, és la llengua principal de la diàspora paixtu arreu del món. El nombre total de parlants de paixtu és d'almenys 40 milions, tot i que algunes estimacions el situen fins a 60 milions. El paixtu és un dels principals marcadors d'identitat ètnica entre els paixtus.

### Pakistan
A l'Índia britànica, abans de la creació del Pakistan pel govern britànic, la dècada del 1920 va veure l'floriment de la llengua paixtu a l'aleshores NWFP: Abdul Ghafar Khan va establir el 1921 l’Anjuman-e-Islah al-Afaghina (Societat per a la Reforma dels Afganesos) per promoure el paixtu com una extensió de la cultura paixtu; al voltant de 80.000 persones van assistir a la reunió anual de la Societat el 1927. El 1955, intel·lectuals paixtus, inclòs Abdul Qadir, van formar l’Acadèmia Paixtu de Peshawar seguint el model de la Paixtu Tolana formada a l'Afganistan. El 1974, es va establir el Departament de Paixtu a la Universitat de Balutxistan per a la promoció del paixtu.
Al Pakistan, el paixtu és la primera llengua d'aproximadament el 15% de la població (segons el cens de 1998). Tanmateix, l'urdú i l'anglès són les dues llengües oficials del Pakistan. El paixtu no té estatus oficial a nivell federal. A nivell provincial, el paixtu és la llengua regional de Khyber Pakhtunkhwa i del nord de Balutxistan. Tot i això, el principal mitjà d'educació a les escoles públiques del Pakistan és l'urdú.
La manca d'importància donada al paixtu i la seva negligència han causat un creixent ressentiment entre els paixtus. Es nota que el paixtu s'ensenya malament a les escoles del Pakistan. A més, a les escoles públiques no es proporciona material en el dialecte paixtu d'aquesta localitat, ja que el paixtu és una llengua dialectalment rica. A més, els investigadors han observat que els estudiants paixtus no poden comprendre completament el material educatiu en urdú.
El professor Tariq Rahman afirma:
| «                                                                          | El govern del Pakistan, davant de les reclamacions irredentistes de l'Afganistan sobre el seu territori, també va desincentivar el moviment paixtu i finalment va permetre el seu ús en dominis perifèrics només després que l'elit pakhtun hagués estat cooptada per l'elit governant... Per tant, tot i que encara hi ha un desig actiu entre alguns activistes pakhtun d'utilitzar el paixtu en els àmbits del poder, és més un símbol de la identitat pakhtun que de nacionalisme. | » |
| — Tariq Rahman La llengua paixtu i la formació de la identitat al Pakistan | |   |

Robert Nicols afirma:
| « | Al final, la política lingüística nacional, especialment en l'àmbit de l'educació a la NWFP, havia construït una mena de jerarquia lingüística de tres nivells. El paixtu anava molt per darrere de l'urdú i l'anglès en prestigi o desenvolupament en gairebé tots els àmbits del poder polític o econòmic... | » |
| — Política lingüística i conflicte lingüístic a l'Afganistan i els seus veïns. Política i pràctica lingüística del paixtu a la província de la Frontera Nord-oest. | |   |

Tot i que l'ús del paixtu com a llengua vehicular a les escoles per als estudiants paixtus permet una millor comprensió per als estudiants en comparació amb l'ús de l'urdú, el govern del Pakistan només ha introduït el paixtu als nivells primaris de les escoles públiques. Taimur Khan comenta: «la llengua urdú dominant comprimeix i nega qualsevol espai per a la llengua paixtu en la capacitat oficial i formal. En aquesta zona de contacte, la llengua paixtu existeix, però de manera subordinada i no oficial».

## Història
Alguns lingüistes han argumentat que el paixtu descendeix de l'avèstic o d'una varietat molt similar, mentre que d'altres han intentat situar-lo més a prop del bactrià. Tanmateix, cap de les dues posicions està universalment acordada. En el que els estudiosos sí que coincideixen és en el fet que el paixtu és una llengua iraniana oriental que comparteix característiques amb llengües iràniques mitjanes orientals com el bactrià, el khwarezmià i el sogdià.
Compareu amb altres llengües iranianes orientals i l'avèstic antic:
|               | Et veig                      |
| Paixtu        | زۀ تا وينم Zə tā winə́m       |
| Avèstic antic | Azə̄m θβā vaēnamī             |
| Ossetià       | ӕз дӕ уынын /ɐz dɐ wənən/    |
| Ormuri        | از بو تو ځُنِم Az bū tū dzunim |
| Yidgha        | Zo vtō vīnəm əstə (tə)       |
| Munji         | Zə ftō wīnəm                 |
| Shughni       | Uz tu winum                  |
| Wakhi         | Wuz tau winəm                |

Estrabó, que va viure entre el 64 aC i el 24 dC, explica que les tribus que habitaven les terres a l'oest del riu Indus formaven part d’Ariana. Això va ser més o menys quan la zona habitada pels paixtus estava governada pel regne grecobactrià. A partir del segle III dC, se'ls coneix principalment amb el nom d'afganesos (Abgan).
Abdul Hai Habibi creia que la primera obra paixtu moderna data d’Amir Kror Suri del període ghurida primerenc al segle VIII, i utilitzaven els escrits que es troben a Pata Khazana. Pə́ṭa Xazāná (پټه خزانه) és un manuscrit en paixtu que es diu que va ser escrit per Mohammad Hotak sota el patrocini de l'emperador paixtu Hussain Hotak a Kandahar; que conté una antologia de poetes paixtus. Tanmateix, la seva autenticitat és discutida per estudiosos com David Neil MacKenzie i Lucia Serena Loi. Nile Green comenta en aquest sentit:
A partir del segle xvi, la poesia paixtu es va fer molt popular entre els paixtus. Alguns dels que van escriure en paixtu són Bayazid Pir Roshan (un dels principals inventors de l’alfabet paixtu), Khushal Khan Khattak, Rahman Baba, Nazo Tokhi i Ahmad Shah Durrani, fundador de l'estat modern de l'Afganistan o Imperi Durrani. La tradició literària paixtu va créixer en el context de l'afebliment del poder paixtu després del domini mogol: Khushal Khan Khattak va utilitzar la poesia paixtu per mobilitzar-se per la unitat paixtu i Pir Bayazid com un mitjà convenient per difondre el seu missatge a les masses paixtu.
Per exemple, Khushal Khattak es lamenta:
| «                                        | Khushal Khan Khattak Els afganesos (paixtuns) són molt superiors als mogols a l'espasa, Eren els afganesos, en intel·lecte, una mica discrets. Si les diferents tribus es donessin suport mútuament, Els reis haurien d'inclinar-se davant d'ells | » |
| — Seleccions de la poesia dels afganesos | |   |

## Variants
El Paixtu té tres branques que es diferencien sobretot pels fonemes fricatius.
- Paixtu meridional.
- Paixtu septentrional.
- Paixtu central.

## Escriptura
El paixtu s'escriu amb alfabet persa, variant oriental de l'alfabet àrab.

## Gramàtica
El paixtu és una llengua subjecte-objecte-verb (SOV) amb ergativitat escindida. En paixtu, això significa que el verb concorda amb el subjecte en oracions transitives i intransitives, en clàusules no passades i no completades, però quan s'informa d'una acció completada en qualsevol dels temps passats, el verb concorda amb el subjecte si és intransitiu, però amb l'objecte si és transitiu. Els verbs s'inflexionen per als temps present, passat simple, passat progressiu, present perfecte i pretèrit perfecte. També hi ha una flexió per al subjuntiu.
Els substantius i adjectius es declinen en dos gèneres (masculí i femení), dos nombres (singular i plural) i quatre casos (directe, oblic, ablatiu i vocatiu). El posseïdor precedeix el posseït en la construcció genitiva, i els adjectius van abans que els substantius a què modifiquen.
A diferència de la majoria de les altres llengües indoirànies, el paixtu utilitza els tres tipus d'adposicions: preposicions, postposicions i circumposicions.